# Сирийский кулан
Сирийский кулан (лат. Equus hemionus hemippus) — вымерший подвид кулана, обитавший в Леванте и на Аравийском полуострове. Встречался на территории современных Турции, Сирии, Ливана, Израиля, Иордании, Саудовской Аравии и Ирака.

## Описание
Сирийский кулан был ростом всего один метр в холке, что делает его самым мелким современным представителем лошадиных. Его окраска менялась в соответствии с сезоном: оливковый мех летом и бледно-жёлтый песочный окрас зимой. Как и другие куланы он славился своей неукротимостью и походил на породистую лошадь силой и красотой.

## Распространение и места обитания
Сирийский кулан жил в пустынях, полупустынях, на сухих лугах и в горных степях. Они обитали в Израиле, Иордании, Сирии, Саудовской Аравии и Ираке.

## Естественные враги
Сирийские куланы были одной из главных жертв обитавших когда-то на Аравийском полуострове азиатских львов. Аравийский леопард, полосатая гиена, аравийский волк и каспийский тигр также охотились на этих куланов. Азиатский гепард, возможно, охотился на жеребят сирийского кулана.

## История
Европейские путешественники на Ближнем Востоке в XV и XVI веках сообщали, что видели большие стада сирийских куланов. Тем не менее, их численность сильно упала за XVIII и XIX века из-за чрезмерного промысла. Затем сирийские куланы серьёзно пострадали из-за событий, связанных с Первой мировой войной. Последний дикий представитель подвида был застрелен в 1927 году возле оазиса Азрак в Иордании, а последний содержавшийся в неволе экземпляр умер в том же году в Шёнбруннском зоопарке в Вене.

## Восстановление популяции куланов в ареале сирийского кулана
После исчезновения сирийского кулана иранский кулан был выбран в качестве подходящего подвида, чтобы заменить вымершего сирийского кулана на Ближнем Востоке. Этих куланов переселяли в охраняемые районы Саудовской Аравии и Иордании. Кроме того, иранских куланов, наряду с туркменскими, завезли в Израиль, где оба подвида скрещиваются в заповеднике Хай-Бар Йотвата.

## Культурные ссылки
Считается, что сирийский кулан это и есть тот самый «дикий осёл», с которым ангел сравнивал Измаила, когда пророчил ему великое будущее в Книге Бытия в Ветхом Завете. Ссылки также появляются в книгах Иова, Иеремии, Псалтире и Книге Премудрости Иисуса, сына Сирахова.